# École nationale d'équitation
L'École nationale d'équitation (ENE), en català Escola Nacional d'Equitació és una institució pública francesa creada pel Cadre noir de Saumur l'any 1972, amb l'objectiu de formar els nous membres de l'equitació superior francesa.
Fou fundada l'any 1972 per decret sobre l'anterior Institut Nacional d'Equitació creat el 1968. Es va considerar, des del primer moment, com la continuadora de la tradició de l'Escola d'Oficials de Cavalleria de Saumur. La comuna de Saumur i el Consell General del Maine-et-Loire varen col·laborar en l'establiment de la institució.
Des del 2010 l'Escola es troba fusionada amb les Haras Nationaux per formar l'Institut français du cheval et de l'équitation.